# تشاج (باقران)
تشاج (بالفارسية: چاج) هي مستوطنة تقع في إيران في قسم باقران الريفي. يقدر عدد سكانها بـ 357 نسمة .